# Trygve Kristoffersen
Trygve Sten Kristoffersen (-Karp) (Horten, 1892. május 4. – Horten, 1986. április 14.) olimpiai ezüstérmes norvég tornász.
Ez első világháború után az 1920. évi nyári olimpiai játékokon, mint tornász versenyzett és szabadon választott gyakorlatokkal, csapat összetettben ezüstérmes lett.
Klubcsapata a Horten volt.